# Justicia patentiflora
Justicia patentiflora är en akantusväxtart som beskrevs av William Botting Hemsley. Justicia patentiflora ingår i släktet Justicia och familjen akantusväxter. Inga underarter finns listade i Catalogue of Life.